# لغات أمازيغية شرقية
اللغات الأمازيغية الشرقية هي مجموعة من اللغات الأمازيغية المُتحدّث بها في ليبيا و مصر وهي تشمل: الأوجلية، الفزانية، الغدامسية، الزرقية، النفوسية و السيوية.
تُعد اللغات الأمازيغية الشرقية عمومًا جزءًا من مجموعة اللغات الزناتية العملاقة في شمال أفريقيا.

## تصنيف
```
يقسمها 
مارتن كوسمان
(1999: 29 ، 33) إلى مجموعتين:
[
3
]
```

- الأولى تتكون من الغدامسية و الأوجلية. هاتان اللغتان هما اللغتان الأمازيغيتان الوحيدتان اللتان تحافظان على /β*/ و /β/ من اللغة البدائية الأمازيغية [4] ؛ في اللغات الأمازيغية الأخرى تصبح /h/ أو تختفي.
- الثانية تتكون من الفزانية و السيوية. بعض ابتكاراتها مشتركة مع ابتكارات الزناتية (على سبيل المثال، تغيير /ă*/ إلى /ə/ وفقدان /β/) [5][6]